# Daihatsu Terios Kid
La Daihatsu Terios Kid est un k-car vendu par le constructeur automobile japonais Daihatsu uniquement au Japon depuis 1998. Il dérive du Daihatsu Terios.